# Katie Yevak
Katie Jo Yevak (1982) es una deportista estadounidense que compitió en natación. Ganó una medalla de bronce en el Campeonato Mundial de Natación en Piscina Corta de 2002, en la prueba de 400 m estilos.

## Palmarés internacional
| Campeonato Mundial en Piscina Corta | Campeonato Mundial en Piscina Corta | Campeonato Mundial en Piscina Corta | Campeonato Mundial en Piscina Corta |
| Año                                 | Lugar                               | Medalla                             | Prueba                              |
| ----------------------------------- | ----------------------------------- | ----------------------------------- | ----------------------------------- |
| 2002                                | Moscú (Rusia)                       | Medalla de bronce                   | 400 m estilos                       |